# Hellmuth Hahn
Hellmuth Hahn (* 8. Januar 1927 in Bissendorf; † 24. August 2015 ebenda) war ein deutscher Heimatforscher, Historiker, Arzt und Kommunalpolitiker.

## Leben
Hellmuth Hahn wurde 1927 in Bissendorf als Sohn von Hellmuth Hahn Sr. und Maria Kern in der Wedemark geboren. Er besuchte die Volksschule in Bissendorf und anschließend die Leibnizschule Hannover, danach in Schulen im Raum Garbsen, wo er stationiert war, da er im Zweiten Weltkrieg als Luftwaffenhelfer diente. Er wurde verwundet und geriet anschließend in britische Kriegsgefangenschaft, aus der er 1946 freikam. Danach war er an der Sophienschule Hannover, dann an der Humboldtschule Hannover und danach wieder an der Leibnizschule, wo er 1947 sein Abitur absolvierte. Anschließend arbeitete er bis 1949 im Krankenhaus in Schwarmstedt als Krankenpfleger und dann bis 1950 als Laborgehilfe beim Pathologen Martin Nordmann. Ab 1950 studierte er Medizin an der Universität Innsbruck und der Universität Erlangen. Dort schloss er das Studium mit Bestnote und cum laude ab. Nach dem Studium arbeitete er in der Gynäkologie und der Kinderklinik im Städtischen Krankenhaus in Berlin-Neukölln, in der II. Medizinischen Klinik in Hamburg-St. Georg und im Städtischen Krankenhaus in Uetersen. Anschließend fuhr er als Korvettenkapitän Schiffsarzt beim Bundesfischereischutz auf der Anton Dohrn und auf der Frithjof. Danach war er als Assistenzarzt in Holtorf tätig, dann im Städtischen Krankenhaus Siloah in Hannover, wo er als Facharzt für Innere Medizin anerkannt wurde. Von 1964 bis 1969 war er Chefarzt in der Privatklinik seines verstorbenen Vaters in Bissendorf. Die Klinik schloss er auf Anweisung des Sozialministeriums und baute daraus eine Arztpraxis. Bis 1973 war er im Rat der Gemeinde Bissendorf tätig. Von 1974 bis 1977 war er der erste Ortsbürgermeister des neuen Ortsteils Bissendorf innerhalb der neuen Gemeinde Wedemark. Zeitgleich war er Gutachter der Landesversicherungsanstalt und bis 1997 ehrenamtlicher Richter im fünften Senat des Celler Landessozialgerichts. 1989 baute er seine Praxis in eine Gemeinschaftspraxis um, in der er bis 1997 tätig war. Von 1998 bis 2001 war er Sprecher des Seniorenbeirats. Außerdem war er lange im Heimatbund Niedersachsen, im Niedersächsischen Verein für Familienkunde, im Historischen Verein für Niedersachsen und im Verschönerungsverein Bissendorf engagiert.
In den 1960er-Jahren begann er, sich mit der Geschichte seines Heimatortes zu beschäftigen und baute ein Privatarchiv auf. Er veröffentlichte eine Vielzahl von Publikationen zur Geschichte der Wedemark. 2010 wurde er für sein Lebenswerk mit dem Niedersächsischen Verdienstkreuz am Bande ausgezeichnet. Nach seinem Tod 2015 wurde seine Sammlung auf Wunsch seiner Witwe dem Archiv der Region Hannover geschenkt. Er hinterließ seine Ehefrau Wiebke und drei Söhne Heinrich „Heiner“, Jan und Timm. Sein größtes Vermächtnis sind die Wedemark-Chroniken.

## Werke
- mit Friedrich Lüddecke: Bildchronik Bissendorf, 2 Bände
- mit Friedrich Lüddecke: Bildchronik Bissendorf Band 2.
- mit Friedrich Lüddecke: Bissendorfer Straßen- und Flurnamenbuch.
- mit Friedrich Lüddecke: Die Michaeliskirche zu Bissendorf.
- mit Friedrich Lüddecke: Schulgeschichte Bissendorf.
- mit Hellmuth Hahn, Friedrich Lüddecke: Bissendorfer Hof- und Familiengeschichten, 3 Bände.
- mit Friedrich Lüddecke: Bissendorfer Hof- und Familiengeschichten Band 4 und 5.
- mit Friedrich Lüddecke: Bissendorfer Amt, Kirche und Schule Band 6.
- mit Friedrich Lüddecke, Friedrich Thümler: Familien- und Hofgeschichten Wennebostel, 2 Bände.
- Erich Krentler Sr.: Hand- und Spanndienste in der Ortschaft Bissendorf im 19ten Jahrhundert (Die Bauermeisterbücher).
- mit Philine Heidorn: Trügkieken in use Wedemark.
- Register und tabellarische Übersichten Ort Bissendorf – Die Höfe, Einrichtungen der Kirche und Amtsvogtei Bissendorf
- Ausführliche Familien- und Hofgeschichten des Dorfes Wiechendorf. Wedemark 2010.
- Die Pastoren in Bissendorf. Hannover 2010.
- Die Amtsvogtei Bissendorf im Fürstentum Lüneburg. Wedemark 2012.